# Cantón Sigchos
Sigchos es uno de los siete cantones de la provincia de Cotopaxi, en el centro del Ecuador. La cantonización se produjo el 21 de julio de 1992. Sigchos es un nombre que deriva del Cacique Sigchus de la tribu Sigchila que existió hace cientos de años. Sigchila significa “brazo de hierro”.

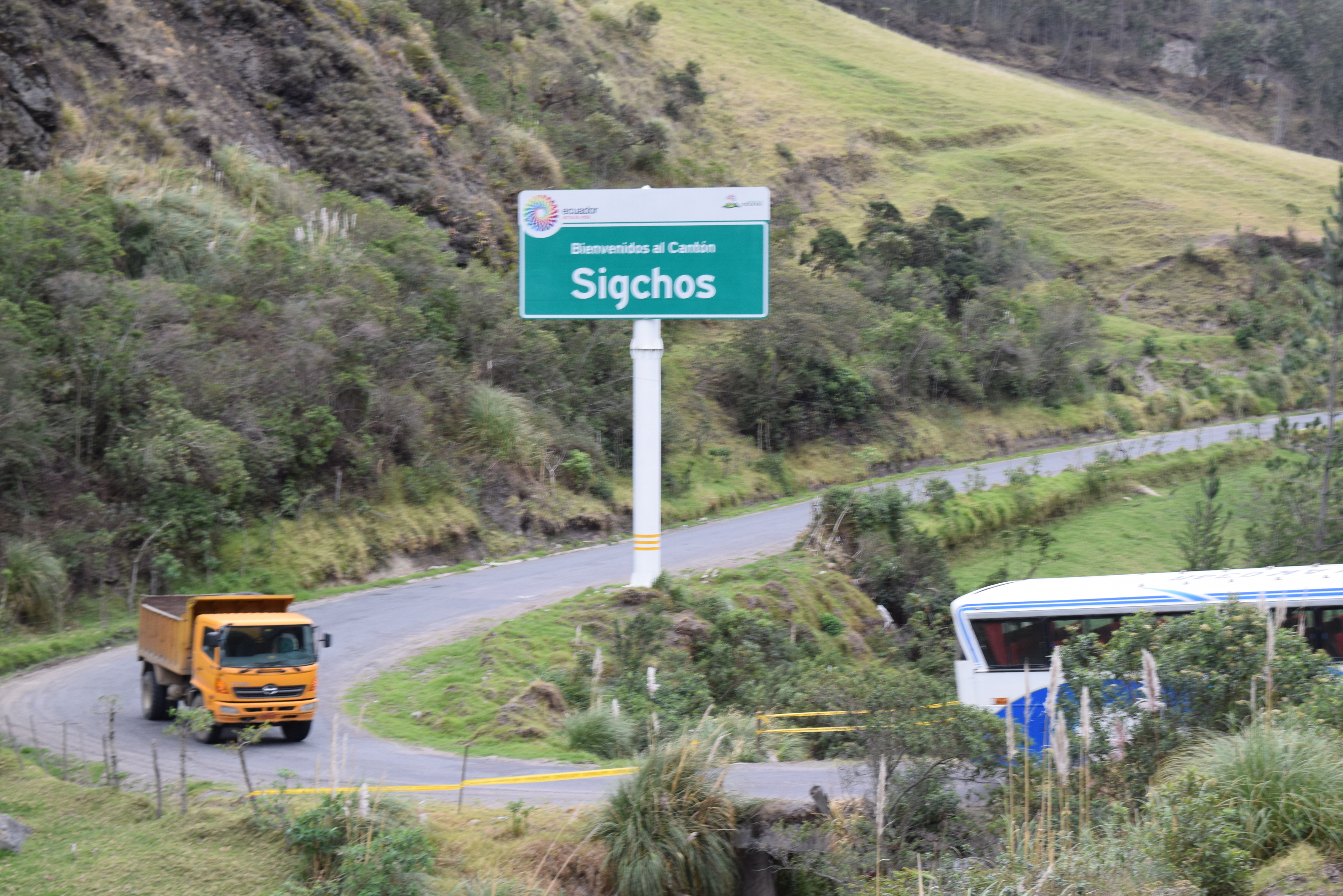
Cantón Sigchos

Además, es un buen lugar para visitar debido a que tiene paisajes naturales hermosos donde se puede disfrutar caminando, montando a caballo o haciendo senderismo; entre muchas otras cosas. Pero sobre todo disfrutar de la vista de los paisajes.

## Características demográficas

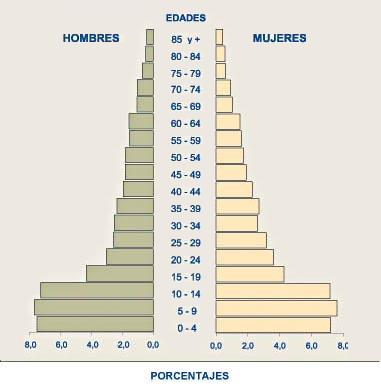
Pirámide de edades de la población del cantón La Maná.

De acuerdo con los datos presentados por el Instituto Ecuatoriano de Estadísticas y Censos (INEC), del último Censo de Población y Vivienda, realizado en el país en el 2001, Sigchos presenta una base piramidal ancha, que representa una población joven, y un predominio del sexo femenino. De allí, el porcentaje de cada grupo poblacional se estrecha notablemente, entendiéndose por la alta migración existente en la zona. La tasa media de crecimiento anual de la población de 1,1 (período 1990-2001).
En el área rural del cantón se encuentra concentrada un 93,8% de la población de Sigchos. La población femenina alcanza el 50,6%, mientras que la masculina, el 49,4%. El analfabetismo en mujeres se presenta en 37,55% de la población femenina, mientras que en varones es del 24,16%.

De acuerdo con el Sistema Integrado de Indicadores Sociales del Ecuador, SIISE, la pobreza por necesidades básicas insatisfechas, alcanza el 93,84% de la población total del cantón. La población económicamente activa en el 2001 era de 7.766 habitantes.

## Servicios básicos
Un significativo porcentaje de la población carece de alcantarillado, apenas lo poseen el 13% de viviendas, mientras que el 35,83% dispone de algún sistema de eliminación de excretas.
Otros indicadores de cobertura de los servicios básicos son:
- Agua entubada por red pública dentro de la vivienda: 0,15%.
- Energía eléctrica 56,26%.
- Servicio telefónico 4,24%.
- Servicio de recolección de basuras: 8,65% de las viviendas.

En síntesis, el déficit de servicios residenciales básicos alcanza al 92,7% de viviendas

## División política
Este cantón tiene las siguientes parroquias:

### Parroquia urbana
- Sigchos (cabecera cantonal)

### Parroquias rurales
- Chugchilán
- Isinliví
- Las Pampas
- Palo Quemado